# 373. "Tigar" divizija
373. hrvatska divizija, poznata pod imenom Tigar, (njem. 373. (Kroatische) Infanterie-Division) bila je hrvatska dobrovoljačka postrojba u sastavu Wehrmachta tijekom Drugog svjetskog rata. Pripadnici divizije bili su poznati i kao legionari jer se hrvatske postrojbe u njemačkoj vojsci nazivalo i legijama. 
Postrojbu je vodio njemački zapovjedni kadar, uz njemački kao zapovjedni jezik, te u sastavu Wehrmachta. Prema ugovoru između NDH i Njemačke, sve troškove te i drugih legionarskih divizija je plaćala Hrvatska, a u načelu su i djelovale samo na području NDH. Legionarske postrojbe  - pa tako i 373. divizija - su poslovično bilo bolje organizirane, naoružane i učinkovitije od postrojba Hrvatskih oružanih snaga NDH.

## Ratni put
Ustrojena je tijekom posljednjih mjeseci 1942. na poligonu Dölersheim od njemačkih časnika, dočasnika i vojnika posebnih rodova i hrvatskih novaka. Od kolovoza 1943., divizija je u sastavu 15. brdskog korpusa druge njemačke oklopne armije, u dolinama Une, Sane i Vrbasa, između Save i Dinare. Zajedno s potčinjenim ustaškim i domobranskim snagama vodila je brojne operacije protiv snaga Petog, uz povremeno sudjelovanje u operacijama protiv Četvrtog i Osmog korpusa NOVJ-a. Tijekom desanta na Drvar (operacija Rösselsprung) 1944. godine ojačana borbena skupina 383. pukovnije 373. divizije imala je ključni zadatak u najkraćem roku prodrijeti iz Srba i deblokirati desantne SS-jedinice u Drvaru. 
383. pukovnija znatnim je dijelom uništena tijekom oslobođenja Knina u prosincu 1944.  
Uglavnom se smatra da je divizija poražena i uništena tijekom i nakon Ličko-primorske i Karlovačke operacije NOVJ-a između 20. ožujka i 4. svibnja 1945. Zapovjednik (Nijemac) general Gravenstein se nakon kapitulacije Njemačke 7. svibnja 1945. god., kada je divizija ostala bez streljiva, upustio u pregovore o predaji divizije jugopartizanima, nadajući se da će za njene pripadnike osigurati tretman ratnih zarobljenika iz sastava njemačke vojske prema pravilima međunarodnog ratnog prava. Tijekom pregovora je među pripadnicima divizije nastala pomutnja, koju su partizani iskoristili te nekoliko tisuća njezinih vojnika zarobili i likvidirali. 
Neki su se dijelovi divizije izvukli iz klopke, a potom se pridružili HOS-ovim postrojbama nastavljajući borbe sve do Bleiburške tragedije 15. svibnja 1945. Prema tome, legendarna 373. pješačka "Tigar" divizija se može smatrati dijelom snaga NDH, barem u tom završnom dijelu rata nakon što su postrojbe Wehrmachta već bile položile oružje.

## Ustroj
21. rujna 1943. divizija je imala 14.340 vojnika i časnika (5.063 Nijemaca i 9.277 Hrvata).
- 383. legionarska pukovnija
- 384. legionarska pukovnija
- 373. legionarska topnička pukovnija
- 373. izviđačka bojna
- 373. bojna oklopnih lovaca
- 373. inženjerijska bojna

## Zapovjednici
- general-poručnik Emil Zellner (25. siječnja 1943. – 5. kolovoza 1943.)
- general-poručnik Eduard Aldrian (5. kolovoza 1943. – 20. listopada 1944.)
- general-bojnik Hans Gravenstein (20. listopada 1944. - svibanj 1945.)

## Pokolj
U slovenskom Mostecu su vjerojatno pobijeni pripadnici 373. Tigar divizije hrvatskih oružanih snaga (većinom su bili Hercegovci) te dio pripadnika njemačke 7. SS dobrovoljačke gorsko lovačke divizije Prinz Eugen. Jedan od svjedoka kod sela Mostec je rekao: "Žrtve su dovozili i ubijali po noći. Mi smo samo čuli pucnjeve. Tuda je bio put kojim smo išli do naše crkve, ali vlast nam je zabranila prolaziti pored tih polja. Kasnije, kada su te jame zatrpali, oralo se i sijalo, ali dugo vremena se zemlja slijegala. Svi su znali zašto..."

## Vanjske poveznice
- (engl.) 373. (Kroatische) Infanterie-Division, Axis History Factbook
- (engl.) 373rd Infantry Division
- (engl.) Allen Milcic: Croatian Volunteers in the German Wehrmacht in WWII  Arhivirana inačica izvorne stranice od 12. veljače 2017. (Wayback Machine)